# Adrien Turnèbe
Gravura de Adrianus Turnebus de Imagines philologorum
Adrien Turnèbe, ou Tournebeuf, ou Adrianus Turnebus em latim, (Les Andelys, 1512 — Paris, 12 de junho de 1565) foi um poeta, crítico e comentarista humanista francês a quem a França deve o Renascimento de suas letras.

## Biografia
Seus pais eram nobres, mas não ricos. Diz-se que seu pai, um cavalheiro escocês, chamava-se “Turnbull”, e que esse nome foi substituído em francês por “Tournebœuf” e “Tournebou”, que se tornou “Turnebus” em latim e, finalmente, “Turnèbe”, sendo geralmente este o mais conhecido. Levado a Paris para estudar aos onze anos, demonstrou grande talento, apesar de sua pouca idade, e progrediu rapidamente. Logo seus professores, Toussain, Legros e Guillaume Duchesne, apesar de seu conhecimento, não tinham mais nada a lhe ensinar. Ele era um estudante esforçado, dotado de uma memória muito fiel, uma visão aguçada e o mais correto senso dos textos antigos, que eram os principais assuntos de estudo na época, e que não lhe apresentavam quase nenhuma dificuldade que ele não pudesse resolver.
A erudição como a dele era extremamente valiosa nessa época do Renascimento das letras, e logo os vários países europeus que cultivavam as letras estavam disputando suas habilidades, mas ele preferiu ficar na França, onde seu patrono, o cardeal de Châtillon, o nomeou, ainda muito jovem, professor de humanidades na Universidade de Toulouse. Lá, conquistou uma reputação brilhante e, em 1547, foi chamado a Paris para substituir Jacques Toussain (Jacobus Tossanus), que acabara de morrer, no Collège des lecteurs royaux. Ele ocupou primeiro a cadeira de grego antigo e depois a de filosofia grega e latina. Suas aulas atraíam inúmeros ouvintes, e ele ensinou os alunos mais ilustres, incluindo Henri Estienne e Gilbert Génébrard. Ele conhecia Claude Roillet.
Em 1551, foi nomeado impressor do rei para o grego. Foi responsável pelas primeiras edições gregas de Fílon, Sinésio, dos escólios de Demétrio Triclínio sobre Sófocles, etc., que ele enriqueceu com prefácios ou epístolas dedicatórias eruditas. O impressor Henri Estienne chegou a ter aulas com ele por um tempo, mas em 1556, passou a vez para Guillaume Morel, com quem havia formado uma parceria.
Ele morreu de tuberculose em 12 de junho de 1565. Sua morte foi objeto de intenso debate — que deu origem a nada menos que 600 peças de verso e prosa — com base no fato de que, tendo sido um tanto duvidosamente ortodoxo durante sua vida, ele havia abraçado o calvinismo em seu leito de morte. Tendo sido enterrado sem nenhuma pompa, no cemitério dos alunos pobres, como ele havia prescrito em seu testamento, essa cláusula levou os protestantes a dizer que ele havia abraçado sua causa. Versos em latim parafraseando essa disposição do testamento apareceram afixados em Paris. Um certo Gabriel Goniard de Soissons respondeu com outros versos em latim: ambos foram reimpressos por John Henry Seelen em sua Dissertation sur la religion de Turnèbe, encontrada em sua Selecta litteraria (Lubeck, Boeckmann, 1726, in-8°).) Mas o que é certo nesse ponto é que o orador real Léger Duchesne e Génébrard, amigos particulares de Turnèbe, atestam que ele morreu na religião católica que professou durante toda a sua vida. O testemunho deles é confirmado por alguns jesuítas, embora Turnèbe, pouco antes de sua morte, tenha publicado uma peça em verso contra a sociedade deles, intitulada: Ad Sotericum gratis docentem.
Sua morte causou luto geral, e os estudiosos mais ilustres se apressaram em louvar sua memória. Montaigne disse a seu respeito: “Por dentro, ele era a alma mais educada do mundo. Era tão perspicaz, tão rápido em apreender, com um julgamento tão sólido, que parecia que nunca havia feito nada além de guerra e assuntos de Estado”. De caráter gentil e modesto, de moral irrepreensível, íntegro de espírito, suas qualidades lhe renderam a amizade de pessoas ilustres: além de Montaigne, que acabamos de mencionar, seus amigos incluíam o Michel de l´Hôpital, Janus Dousa, Henri de Mesmes, Christophe de Thou, primeiro presidente do Parlamento de Paris, a quem as três partes de sua Adversaria são dedicadas, Guillaume Pellicier, bispo de Montpellier, a quem ele dirigiu seu Comentário sobre o prefácio de Plínio, etc.
Turnèbe prestou um duplo serviço às artes, formando muitos discípulos por meio de suas lições e atenuando, por meio de seus comentários e traduções, as dificuldades apresentadas pelo estudo dos autores da Antiguidade. Publicou um número considerável de obras. Seus comentários são principalmente sobre Cícero, Marco Terêncio Varrão, Horácio e o prefácio da Histoire naturelle de Plínio. Suas traduções do grego para o latim incluem um tratado de Aristóteles, opúsculos de Teofrasto, vários escritos de Plutarco, a Vida de Moisés de Fílon de Alexandria, o Périple du Pont-Euxin de Arriano e os Cynégétiques de Opiano de Apameia. O acadêmico Pierre Daniel Huet classificou suas traduções entre as melhores, pois, segundo ele, Turnèbe combina um profundo conhecimento de ambos os idiomas com grande elegância e precisão. Essas obras, publicadas pela primeira vez separadamente, foram reunidas sob este título: V. Cl. Adr. Turnebi regii quondam Lutetiæ professoris opera nunc primum ex bibliotheca amplissimi Steph. Adr. F. Turnebi senatoris regii in unum collecta, emendata, aucta & tributa in tomos III, Estrasburgo, Lazare Zetzner, 1600. Essa coleção é um volume único. Comentários e traduções preenchem as duas primeiras divisões; a terceira contém os escritos originais de Turnèbe, a saber, alguns dos discursos que ele proferiu como professor, os prefácios ou epístolas dedicatórias que ele colocou no início das edições gregas que publicou e sua poesia. Outra obra considerável, que ele intitulou Adversaria, foi muito bem-sucedida. Dividida em três partes, das quais ele publicou as duas primeiras, a terceira só foi publicada postumamente por seu filho Adriano. Nela, Turnenbius escreve que, distraído de qualquer trabalho sério devido à dor que sentia pelo infortúnio público, ele lia autores antigos sem nenhuma ordem específica e escrevia as observações que essa leitura lhe sugeria. Foi assim que ele compôs essa grande obra, composta de observações isoladas sobre as passagens mais difíceis desses autores. Ela foi impressa várias vezes. A edição de Paris de 1580 é a primeira a combinar as três partes. O catálogo raisonné das obras de Turnèbe pode ser encontrado em Mémoires de Jean-Pierre Niceron, vol. 39, e no Mercure de France, de setembro de 1739.
Três filhos desse acadêmico, que tinha uma grande família, tornaram-se famosos. Seu filho mais velho, Odet de Turnèbe, foi nomeado primeiro presidente do Tribunal de Moedas, mas morreu em 1581 antes de ser empossado. Homem de letras, ele escreveu uma comédia intitulada les Contents e editou algumas das obras de seu pai. Também escreveu versos para a coleção de peças de Catherine Des Roches. Étienne, um membro do Parlamento de Paris que morreu em 1594, fez as correções e acréscimos para a primeira edição das obras completas de seu pai, em 1600.

## Publicações
- De legibus libri tres, Hildesheim ; Nova Iorque, Georg Olms Verlag, 1973.
- Adriani Turnebi Adversariorum, Aureliopoli, excudebat Petrus Quercetanus, 1604.